# Kroknäbbad eremit
Kroknäbbad eremit (Glaucis dohrnii) är en fågel i familjen kolibrier.

## Utseende och läte
Kroknäbbad eremit är en rätt färglös, 12 cm lång kolibri. Ovansidan är bronsgrön, udnersidan kanelbrun. På huvudet syns ett vitt ögonbryms- och strupsidestreck, med sotgrått i ansiktet och nedre kant av strupesidestrecket. Stjärten är metalliskt bronsfärgad med vitspetsade yttre stjärtpennor. Näbben är nästan rak med vitaktig nedre näbbhalva. Liknande sågnäbbad eremit (Ramphodon naevius) är större med kraftigare streck på ovansidan, medan rostbröstad eremit (Glaucis dohrnii) har något nedåtböjd näbb samt har rostrött längst in på de yttre stjärtpennorna och svart subterminalt tvärband. Lätet består av en fallande ljus serie.

## Utbredning och systematik
Fågeln förekommer vid kusten i sydöstra Brasilien (delstaterna Bahia och Espírito Santo). Den behandlas som monotypisk, det vill säga att den inte delas in i några underarter.

## Status och hot
Rostmaskpapegojan har en liten världspopulation bestående av uppskattningsvis endast 2 500–10 000 vuxna individer. Den tros också minska i antal till följd av habitatförlust. Fågeln är därför upptagen på internationella naturvårdsunionen IUCN:s röda lista över hotade arter, kategoriserad som sårbar (VE).

## Namn
Fågelns vetenskapliga artnamn hedrar Karl August Dohrn, (1806-1892), tysk affärsman och entomolog. På svenska har den även kallats bågnäbbskolibri.